# Villa Pucci
A Villa Pucci é um palácio italiano que se encontra em Granaiolo, localidade da comuna de Castelfiorentino, na Província de Florença.
A villa foi construída entre o século XVII e o século XVIII pela família Pucci, num estilo tipico da arquitectura rural tradicional toscana: uma fachada simples com as janelas emolduradas pela pietra serena que se destaca sobre o fundo branco do reboco. Na parte central da fachada ergue-se uma espécie de torreta com uma graciosa loggia panorâmica. 
O edifício foi gravemente danificado durante a Segunda Guerra Mundial mas depois dum atento restauro foi recuperado para as suas antigas formas.
O parque foi restaurado na década de 1970 pelo arquitecto Gae Aulenti e representa um óptimo exemplo de como uma intervenção moderna se pode inserir no contexto duma propriedade histórica. No lugar do já desaparecido jardim à italiana, que remontava a uma reconstrução do início do século XX, foi realizada uma série de arquibancadas com relva, delimitadas por lancis de arenito, que seguem a orografia do terreno. Por outro lado, na retaguarda foi criado um jardim à inglesa com amplas zonas floridas.
A villa é, pois, circundada por um parque com várias espécies arbóreas, como abetos, cedros, ciprestes, celtis, pinheiros, azinheiras e choupos.